# كاراكس (سمك)
الكاراكس (الاسم العلمي:Charax) هو جنس من الأسماك يتبع الفصيلة الكاراكسية من رتبة كاراكسيات الشكل.

## أنواع سمك الكاراكس
- كاراكس أحادي التبقع
- كاراكس أسود
- كاراكس ضيق الزعانف
- كاراكس كبير الحراشف
- كاراكس مبقع الذيل
- كاراكس محدب